# Studentenhaus Erlenring

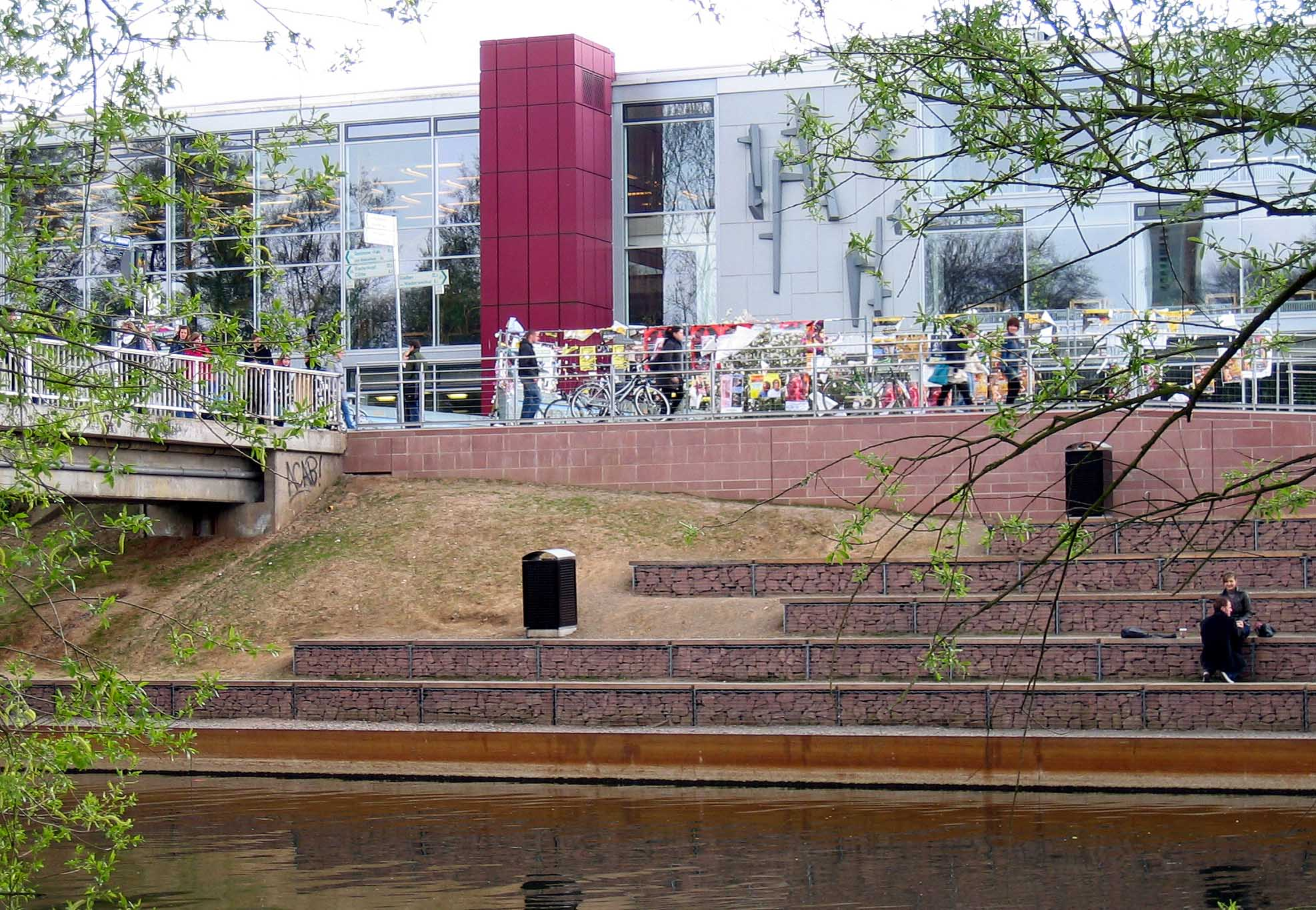
Die Mensa am Erlenring (2010)

Das Studentenhaus Erlenring ist ein multifunktionales Hochschulgebäude der Philipps-Universität Marburg, das vom Studierendenwerk Marburg betrieben wird. Es befindet sich in zentraler Lage in der Marburger Innenstadt am südlichen Lahnufer und beherbergt unter anderem die Mensa Erlenring. Das Gebäude wurde zwischen 1960 und 1962 nach Plänen der Marburger Architekten Walter Freiwald und Gerhard Tauber errichtet und steht heute unter Denkmalschutz. Architektonisch zählt die Anlage zu den bedeutenden Beispielen der deutschen Nachkriegsmoderne in Marburg.

## Geschichte
Die zunehmenden Studierendenzahlen in der Nachkriegszeit machten eine moderne Großmensa für die Universität erforderlich. Bereits 1952 lag die tägliche Ausgabe bei etwa 1100 Mahlzeiten, bis 1962 stieg sie auf rund 4500 an. Die bestehenden Einrichtungen in der Reitgasse und Gutenbergstraße reichten nicht mehr aus. 1959 wurde daher der Bau einer neuen Mensa am Erlenring beschlossen.
Die Einweihung erfolgte am 12. Mai 1962. Die neue Mensa diente fortan als zentrales gastronomisches Versorgungszentrum für die Innenstadtstandorte der Universität. Sie wurde bereits kurz nach ihrer Eröffnung erweitert, um die steigende Nachfrage zu decken.

## Baugeschichte und Architektur
Die Mensa wurde auf einem etwa 10.500 m² großen Grundstück am südlichen Lahnufer errichtet. Das Gelände war zuvor als Wäschebleiche durch die Bevölkerung von Weidenhausen genutzt worden. Für den Bau wurde der Trojedamm verschwenkt, wodurch das frühere Winterhafenbecken der Sommerbadeanstalt verschwand.
Ein Architekturwettbewerb im Jahr 1959 ergab den Siegerentwurf von Walter Freiwald, an dem auch Gerhard Tauber beteiligt war. Der Gebäudekomplex besteht aus einem langgestreckten Hauptbau, einem östlichen Seitenflügel mit Verbindungsgang und einem westlichen Anbau, der als „Milchbar“ genutzt wurde.
Das viergeschossige Hauptgebäude mit Flachdach ist über einen Steg vom Damm aus erreichbar; der Haupteingang befindet sich im ersten Obergeschoss. Das zurückgesetzte Erdgeschoss ist durch Pfeiler gegliedert, die den darüber liegenden dreigeschossigen Kubus tragen. Die Fassadengestaltung wird geprägt durch großflächige Glasflächen mit schmalen Aluminiumrahmen, die in Rechtecke gegliedert sind, sowie durch schmale anthrazitfarbene Klinkerbänder zur horizontalen Gliederung der Geschosse. Im rückwärtigen Bereich lockern bunte Fensterrahmungen das Erscheinungsbild auf.
Die westlich gelegene, zweigeschossige „Milchbar“ greift das Fassadenkonzept des Hauptbaus auf, ebenfalls mit einem zurückspringenden Untergeschoss und horizontalem Fensterband. Nordöstlich schließt sich ein zweigeschossiger, schmaler Seitenbau an, der über einen durchfensterten Verbindungsgang an den Hauptbau angeschlossen ist.
Der zentrale Speisesaal bot ursprünglich 900 Sitzplätze und war damit der größte Veranstaltungsraum der Stadt. Eine Empore mit Bühne ermöglichte auch kulturelle Veranstaltungen. Im Untergeschoss befanden sich Aufenthaltsräume, eine zweite Essensausgabe sowie zwei Kegelbahnen. Die Küche war für hohe Auslastung mit Kochstraßen und Fließbandtechnik ausgestattet.
Ein künstlerisches Highlight ist das 6,80 × 5,60 Meter große Betonrelief über dem Haupteingang, das 1963 von Hermann Tomada geschaffen wurde. Es dient auch der optischen Korrektur eines konstruktiven Knickes in der Fassadenflucht. Die Hauptansicht wird seit 1998 zusätzlich durch einen Aufzugsturm mit auffälliger Ummantelung aus rotem Stahlblech geprägt.
Die Baukosten beliefen sich einschließlich Ausstattung auf 6,7 Millionen D-Mark. In den 1970er Jahren erfolgten zusätzliche Baumaßnahmen: Erweiterung der Speiseräume im Untergeschoss und Modernisierung der Küchentechnik.
Im Zuge von Hochwasserschutzmaßnahmen wurde zwischen 2009 und 2012 der Außenbereich umgestaltet. Dabei entstand eine öffentlich zugängliche Freifläche mit den sogenannten „Lahnterrassen“.

## Nutzung
Die Mensa wird vom Studierendenwerk Marburg betrieben und bietet täglich mehrere Menüs sowie vegetarische und vegane Optionen. Neben Studierenden und Universitätsmitarbeitenden können auch externe Gäste das Angebot nutzen. Die Räume werden gelegentlich auch für studentische Veranstaltungen, Konzerte und Versammlungen genutzt. Das Gebäude beherbergt zudem Konferenz- und Leseräume, Büros des Studierendenwerks und der studentischen Selbstverwaltung.

## Denkmalschutz
Das Gebäude wurde wegen seiner architektonischen Bedeutung und städtebaulichen Prägung in die Liste der Kulturdenkmäler des Landes Hessen aufgenommen. Es gilt als Kulturdenkmal aus bau- und universitätsgeschichtlichen Gründen.